# 凯拉·麦卡利斯特
凯拉·麦卡利斯特（英語：Kayla McAlister，1988年8月6日—），新西兰女子七人制橄榄球运动员。她曾代表新西兰国家队参加2016年夏季奥林匹克运动会七人制橄榄球比赛，获得一枚银牌。